# Novalis
Novalis, eredeti nevén Friedrich Leopold von Hardenberg (Wiederstedt [ma Arnstein egyik városrésze], 1772. május 2. – Weißenfels, 1801. március 25.) német költő, író, a romantika egyik legnagyobb alakja; Heinrich von Ofterdingen című műve a korai regény egyik legjelentősebb alkotása, a benne szereplő kék virág a német romantika jelképe lett. 
Híres idézete a következő:
„A világot romantizálni kell. Így találjuk meg ismét az eredeti értelmét. Ha a közönségesnek magasabb értelmet, a megszokottnak titokzatos külsőt, az ismertnek az ismeretlen méltóságát, a végesnek a végtelen látszatát kölcsönzöm, romantizálom azt."

## Élete
Novalis elszegényedett, pietista szellemű nemesi származású család sarja volt. 1790–91-ben Jénában filozófiát hallgatott, ekkor került kapcsolatba Friedrich Schillerrel. 1791–94-ben Lipcsében joghallgató volt, ekkoriban kötött szoros barátságot Friedrich von Schlegellel; közben hivatalnok Bad Tennstedtben. 1793-ban eljegyezte az akkor tizenhárom éves Sophie von Kühnt, de ő 1797-ben elhunyt tüdővészben. E veszteség alaposan befolyásolta a költő gondolat- és élményvilágát: maga is vágyódott a halálra, így szeretett volna újra egyesülni elhunyt kedvesével. Később a freibergi Bányászati Akadémiát elvégezve bányamérnök lett, majd a bányavidék főnöke Türingiában. 29 évesen hunyt el tüdővészben.

## Művei
Novalis élete és költészete – nem tehetek róla, itt nincs más igazság mint ez a banalitás – elválaszthatatlanul és a maga egységében szimbóluma az egész romantikának; úgy látszik, mintha az ő, az életbe kitett és ott eltévedt költészetüket megváltotta volna, ismét valódi, tiszta költészetté tette volna ez az élet. Nincsen nekiindulása a romantikának, ami itt meg ne volna és az ő szükségképpen töredékes egységkeresésük senkinél sem töredékesebb, mint nála, aki akkor halt meg, amikor elkezdett írni. És mégis ő az egyetlen, akinek nem festői romhalmaz, ami életéből megmaradt, ahonnan gyönyörű darabokat lehet kiásni és csodálkozva keresni az épületet, aminek része lett volna talán egyszer. – írta róla Lukács György. (1)
- Himnuszok az éjszakához (Hymnen an die Nacht) (1797): legjelentősebb költeményciklusa, melyben szerelme halála feletti megrendülését írja le. A ciklusban szembeállítja a dolgos nappalok birodalmát az újbóli egyesülést ígérő éj birodalmával. Számára a szeretett nő az, aki lehetővé teszi a két világot elválasztó határ átlépését.
- Heinrich von Ofterdingen (1802): regénytöredék, melyben egy ifjú költővé válását ábrázolja. Goethe: Wilhelm Meisterének ellenregényeként is ismert, mert szembefordul a német klasszika művészetfelfogásával. E művében szerepel a híressé vált "kék virág", mely a romantika szimbólumává vált.

Csak az istenek pihennek,
nékik jut az élvezet,
s tettek adnak életünknek
gyönyörködni lényeget.
(Látok embereket élni, részlet, Márton László ford.)

## Magyarul
- Novalis és Hörderlin válogatott versei; ford., bev. Rónay György; Franklin, Bp., 1943 (Kétnyelvű remekművek)
- Himnuszok az éjszakához. Válogatott versek; vál., ford., utószó Rónay György; Magyar Helikon–Európa, Bp., 1974
- Heinrich von Ofterdingen; ford. Márton László; Helikon, Bp., 1985
- A jénai iskola. Novalis (1772–1801), August Wilhelm von Schlegel (1767–1845), Friedrich von Schlegel (1772–1829), Johann Ludwig Tieck (1773–1853) versei; ford. Csengery Kristóf et al.; Interpopulart, Szentendre, 1994 (Populart füzetek)
- Noválisz: Az univerzum unuumja; vál., ford. Hendi Ilma; Idahegyi, Genf–Bp., 2002
- A kereszténység, avagy Európa / A szaiszi tanítványok; ford., jegyz., utószó Óvári Csaba; Attraktor, Máriabesnyő, 2014